# Protectionist
Protectionist (* 21. März 2010; † 16. November 2023) war ein Englisches Vollblutpferd. Der braune Hengst wurde auf dem Union Gestüt in Eitorf von Monsun aus der Patineuse gezogen. Er ist der erste und bislang einzige deutsche Sieger im Melbourne Cup.

## Abstammung
Protectionist entstammt einer ausländischen Mutterlinie, aus der seine Ururgroßmutter Pawneese (1973–1997) herausragt. Sie gewann 1976 neben den englischen Oaks auch den französischen Prix de Diane und die King George VI and Queen Elizabeth Stakes. Bereits im Jahre 2003 ließ Christoph Berglar die für 225.000 Guineas gekaufte Pawneese-Enkelin Private Life schon einmal von Monsun decken und heraus kam der in den Farben des Baron von Ullmanns gelaufene zweifache Gruppensieger Persian Storm. Noch bevor Persian Storm Leistung zeigte, verkaufte Berglar 2006 Private Life wieder. Der dreifache Gewinner des Ascot Gold Cups und vierfache Gewinner des Goodwood Cups Stradivarius ist ein Halbbruder zu Persian Storm. In dieser Linie steckt also sehr viel Stehvermögen. 
Nach dem Erfolg von Persian Storm kaufte sich Berglar 2007 für 40.000 Guineas mit der nichtgelaufenen Patineuse in die Pawneese-Linie wieder ein und ließ die Stute schließlich 2009 von Monsun decken. Protectionist wurde als sogenanntes Foal Share gezogen, ein bei sehr teuren Hengsten wie Monsun nicht unübliches Verfahren. Der Hengstbesitzer, in diesem Fall Georg Baron von Ullmann, stellt dabei seinen Hengst kostenlos zur Verfügung und bekommt dafür vom Stutenbesitzer einen Besitzanteil – in der Regel 50 % – an dem aus der Paarung resultierenden Fohlen. Im Falle von Protectionist kaufte Christoph Berglar den Ullmann-Anteil, noch bevor das Pferd ins Training kam.

## Zweijährig
Protectionist debütierte am 9. September 2012 zweijährig mit einem klaren Sieg auf der Neuen Bult in Hannover. Unter den Geschlagenen befand sich der spätere Sieger im Preis des Winterfavoriten Limario.
Danach bewährte er sich mit einem zweiten Platz im Herzog von Ratibor Rennen (Gruppe III) in Krefeld nur knapp von Flamingo Star geschlagen, der wie Limario eines der besten Pferde seines Jahrgangs werden sollte. Aus dem Ratibor-Rennen kam Protectionist allerdings mit einer Unterschenkel-Fissur zurück, die ihn schwer zurückwarf.

## Dreijährig
Am 11. Mai 2013 kam er schließlich mit einem guten 3. Platz bei der Baden Badener Derby-Quali, nur 1/2 Länge hinter dem Sieger und 6 Längen vor dem späteren Gruppe I Sieger Empoli, wieder zurück.
Mit einem beeindruckenden 4-Längen-Sieg bei der Derby-Quali sechs Wochen später in Bremen empfahl er sich dann sehr nachdrücklich für das Deutsche Derby in Hamburg. Doch eine Woche später machte eine Kollision mit einem Stallgefährten im Training alle diesbezüglichen Hoffnungen zunichte. Der dabei erlittene Griffelbeinbruch schien seine Karriere zu beenden, noch ehe sie richtig begonnen hatte.

## Vierjährig – Sieg im Melbourne Cup
Trotzdem feierte Protectionist vierjährig mit einem guten 2. Platz, nur eine Länge hinter dem Gruppe I Sieger Feuerblitz beim Preis von Dahlwitz in Hoppegarten am 20. April 2014 sein zweites Comeback. Dem folgte knapp sechs Wochen später ein weiterer 2. Platz beim Großen Preis der Badischen Unternehmer (Gruppe II).
Beim renommierten Hansa-Preis (Gruppe II) über 2400 m in Hamburg triumphierte er schließlich über starke Konkurrenz. Mit einem Sieg beim Prix Kergolay (Gruppe II) in Frankreich über 3000 m empfahl er sich schließlich endgültig für den Melbourne Cup, das bedeutendste Langstreckenrennen der Welt.
Wenig später wurde er von seinen Züchter Christoph Berglar an das Australian Bloodstock Syndikat verkauft. Er blieb jedoch bis zum Melbourne Cup im Training bei Andreas Wöhler und zur Hälfte im Besitz seines Züchters. Am 4. November 2014 setzte er sich schließlich überlegen mit vier Längen Vorsprung gegen 21 Konkurrenten nach schwierigem Rennverlauf in diesem mit 6 Mio. Australischen Dollars dotierten Rennen durch. Er war dabei einer der selten Gewinner, die ein hohes Gewicht tragen musste. Mit umgerechnet etwa 2,4 Mio. € gewann er dabei das höchste Preisgeld, das bisher ein deutsches Rennpferd errungen hat.

## Fünfjährig – Australien
Nach dem glorreichen Sieg im Melbourne Cup wurde Protectionist ins Training von Kris Lees nach Australien überstellt. Die dortigen Trainingsmethoden stoßen in Deutschland schon seit Jahren auf großes Unverständnis. Die dorthin exportierten Pferde werden in zu viele Rennen geschickt und laufen dann auch noch meistens über falsche Distanzen. Auch sind sie durch eine Jahrhunderte lange Zuchtauslese in Deutschland eher elastische Böden gewohnt, während sie in Australien meistens auf ein sehr hartes Geläuf treffen. Insgesamt ergibt sich daraus eine verminderte Leistungsfähigkeit und eine stark erhöhte Sterblichkeit von nach Australien exportierten deutschen Vollblütern. Auch Protectionist bekamen die australischen Verhältnisse überhaupt nicht. In den dort trotz Krankheit absolvierten acht Rennen kam er kein einziges Mal auch nur in die Nähe der Plätze, die er in Deutschland nie verfehlte.

## Sechsjährig – Comeback in Deutschland und das Ende seiner Rennkarriere
Die australischen Eigentümer beschlossen daraufhin Ende 2015 ihn wieder zurück zu seinem alten Trainer Andreas Wöhler nach Deutschland ins Training zu geben. Übergewichtig und sowohl physisch als auch psychisch schwer angeschlagen kehrte er dann noch im selben Jahr nach Deutschland zurück. Nach einer längeren Erholungsphase bestritt er schließlich am 5. Juni 2016 in Düsseldorf ein kleines Aufbaurennen, das er in überzeugender Manier gewann. Nach ebenso leichten Siegen im Hansa-Preis in Hamburg (Gruppe II) am 3. Juli 2016 und im Großen Preis von Berlin in Hoppegarten am 14. August kann auch sein drittes Comeback als gelungen bezeichnet werden.
Bei diesem Rennen zog er sich allerdings eine Zerrung zu, die eine Unterbrechung des Trainings erforderte und einen würdigen Abschluss seiner Rennkarriere beim Prix de l’Arc de Triomphe verhinderte. Er startete daraufhin noch einmal am 17. Oktober 2016 beim Canadian International in Woodbine bei Toronto, belegte dort allerdings nur einen sehr unglücklichen letzten Platz, unter anderem weil das sehr eigenwillige Pferd wegen Visa-Problemen auf seinen vertrauten Reiter Eduardo Pedroza, der keine deutsche Staatsbürgerschaft besitzt, verzichten musste und der Ersatzjockey gegen die Weisungen des Trainers ritt.

## Zuchtkarriere
Das enttäuschende Ende seiner Rennkarriere hatte für die finanzschwache deutsche Vollblutzucht allerdings den Vorteil, dass dieser für eine relativ moderate Decktaxe von 6500 € auf dem Gestüt Röttgen als Deckhengst aufgestellt werden konnte. Mit den Gruppe-Siegern Lambo und vor allem der von Protectionists Züchter Christoph Berglar gezogenen Stute Amazing Grace hatte er dann auch einen erfolgreichen Start in die Zucht. Amazing Grace war schon zweijährig eine der besten Stuten ihres Jahrgangs, gewann dreijährig das Hoppegartner Diana-Trial (Gruppe II) und machte vierjährig mit einem guten 2. Platz im Großen Dallmayr Preis und einem Sieg im Baden Badener T. von Zastrow Preis (Gruppe II) noch einmal einen Leistungssprung. Fünfjährig gewann dann Amazing Grace noch ein Gruppe III Rennen in den USA und platzierte sich dort auch auf Gruppe I Ebene. Mit seinen späteren Jahrgängen enttäuschte Protectionist dann allerdings, so dass er 2023 nur noch zehn Bedeckungen hatte und schließlich an das Haras de Toury verkauft wurde, wo er hauptsächlich in der Zucht von Hindernis-Pferden eingesetzt werden sollte. Dort verletzte sich Protectionist noch im selben Jahr so schwer in seinem Stall, dass er schließlich eingeschläfert werden musste.
Insgesamt war dem sehr talentierten Pferd in seinem kurzen Leben nur wenig Glück beschieden. Mit seinen drei Comebacks und seinem einzigartigen Sieg im Melbourne Cup hat er allerdings einen sicheren Platz in der Geschichte des deutschen Galoppsportes errungen.

## Protectionist als Romanfigur
Kira Kaschek, die langjährige Betreuerin von Protectionist am Rennstall Wöhler, hat die Erlebnisse mit ihm, unter anderem beim Melbourne Cup, zu einem Roman verarbeitet und diesen 2020 unter dem Titel Herzschlagfinish veröffentlicht. 

## Protectionist beim Hansa-Preis in Hamburg 2016

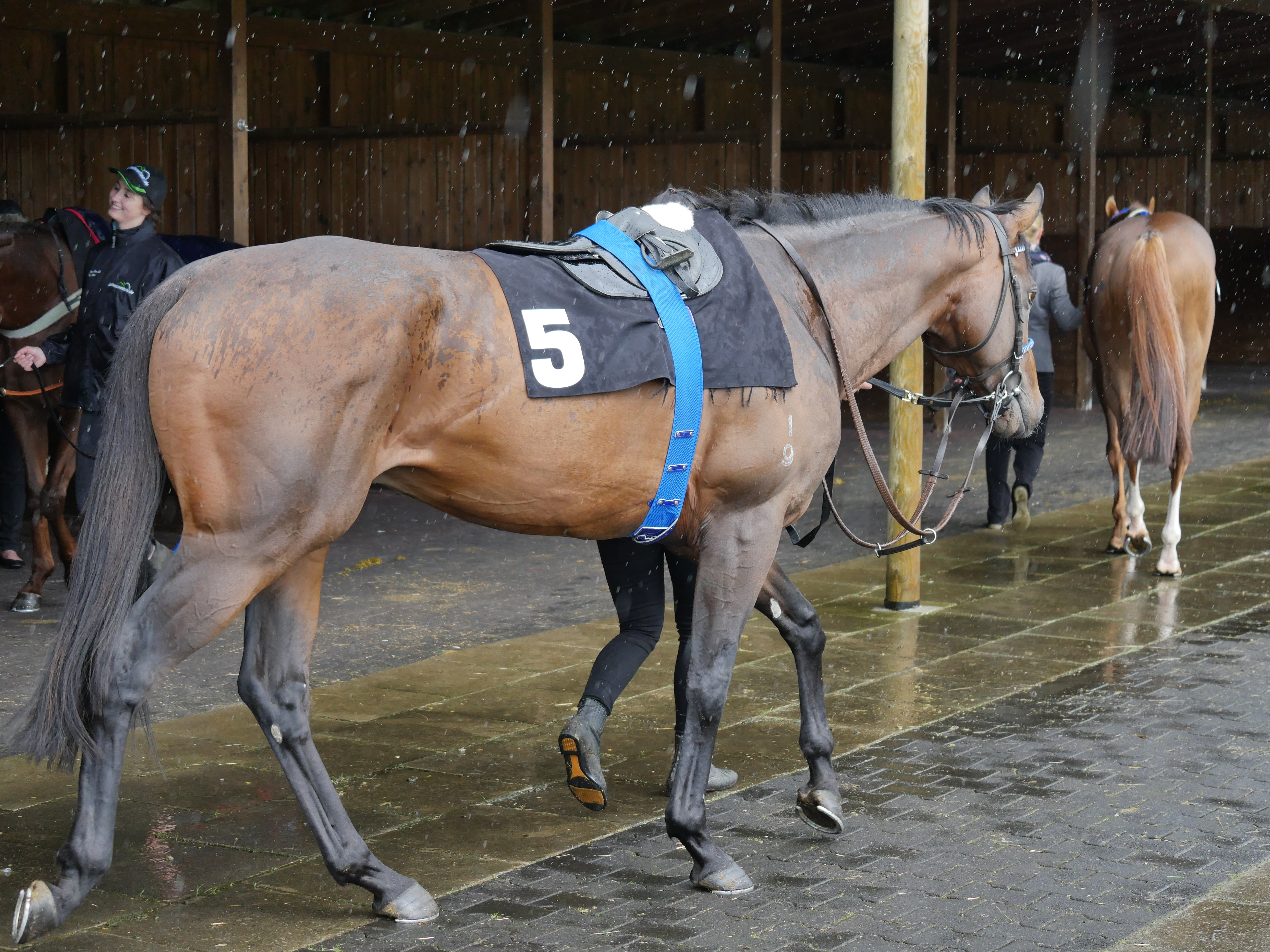
an den Sattelboxen
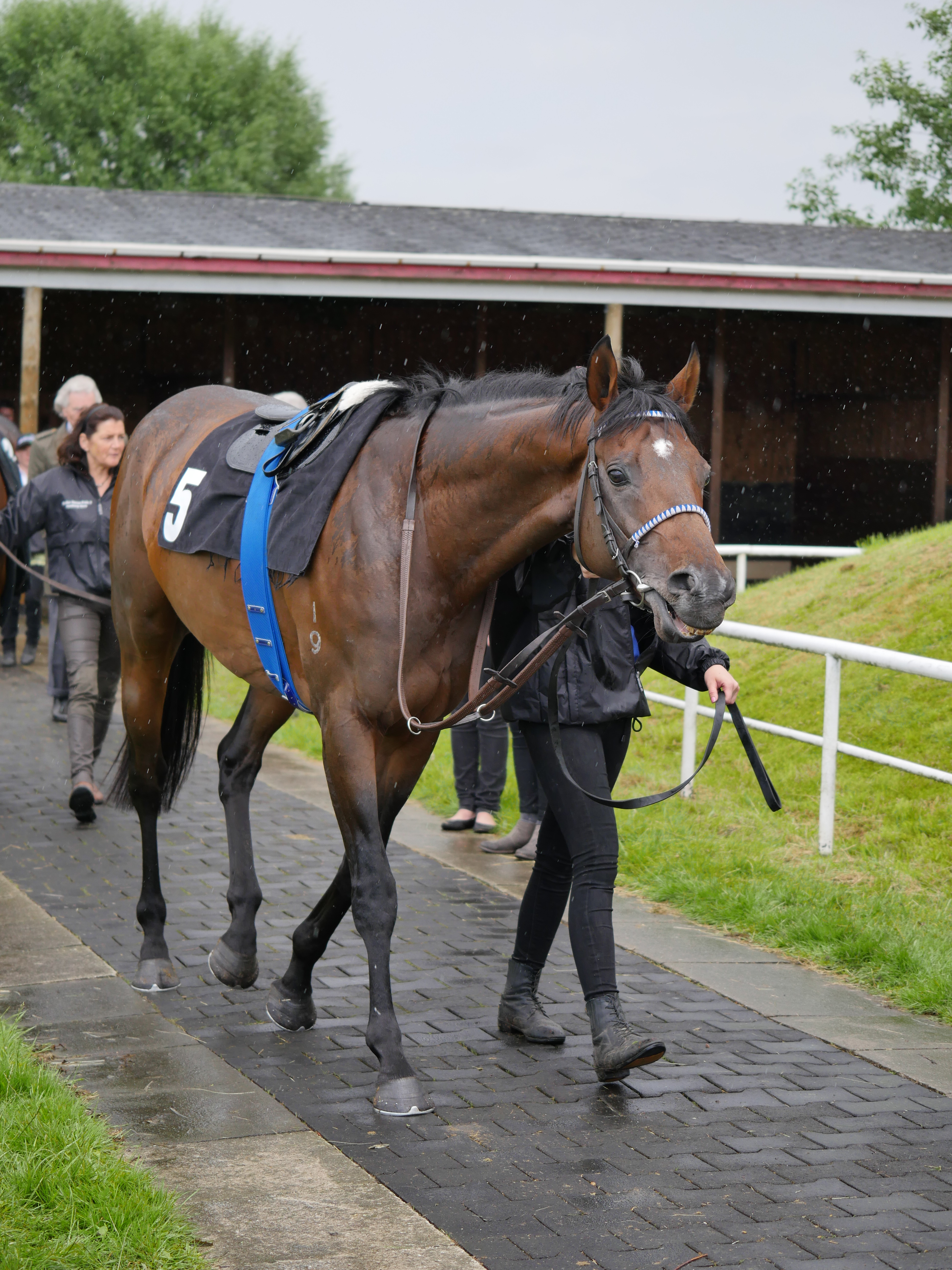
auf dem Weg zum Führring
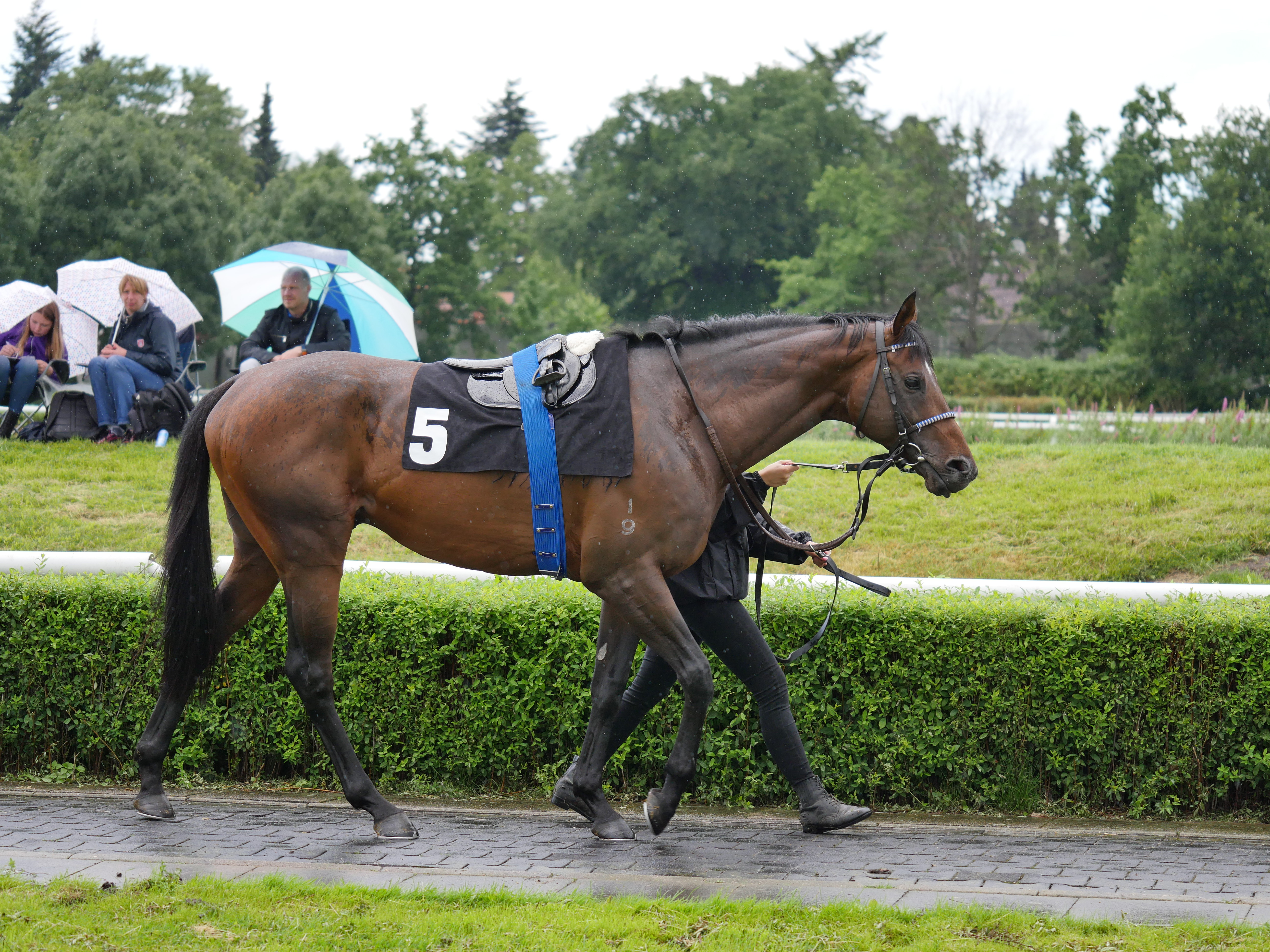
im Führring
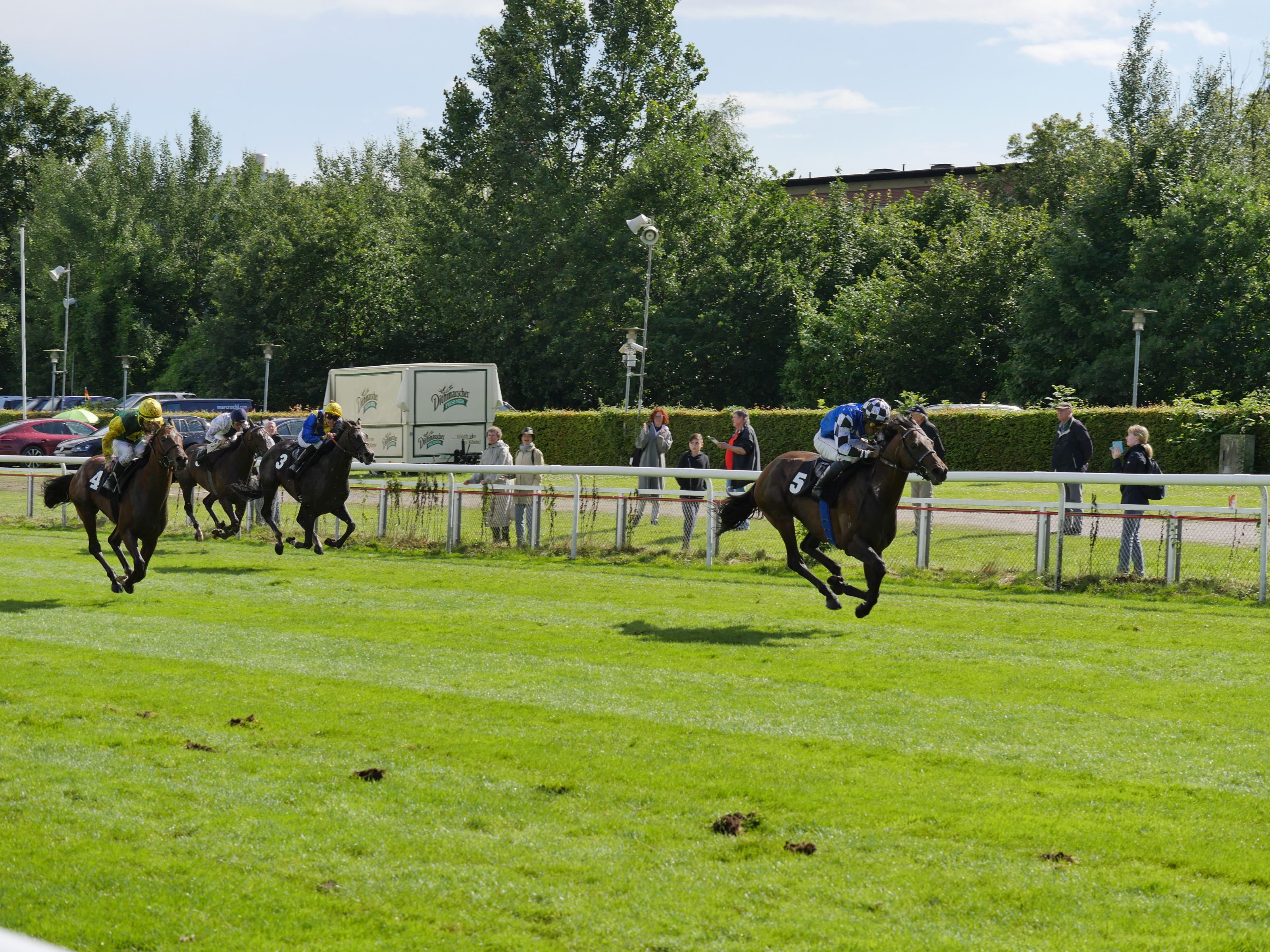
auf dem Weg zum Sieg vor Iquitos und Guignol
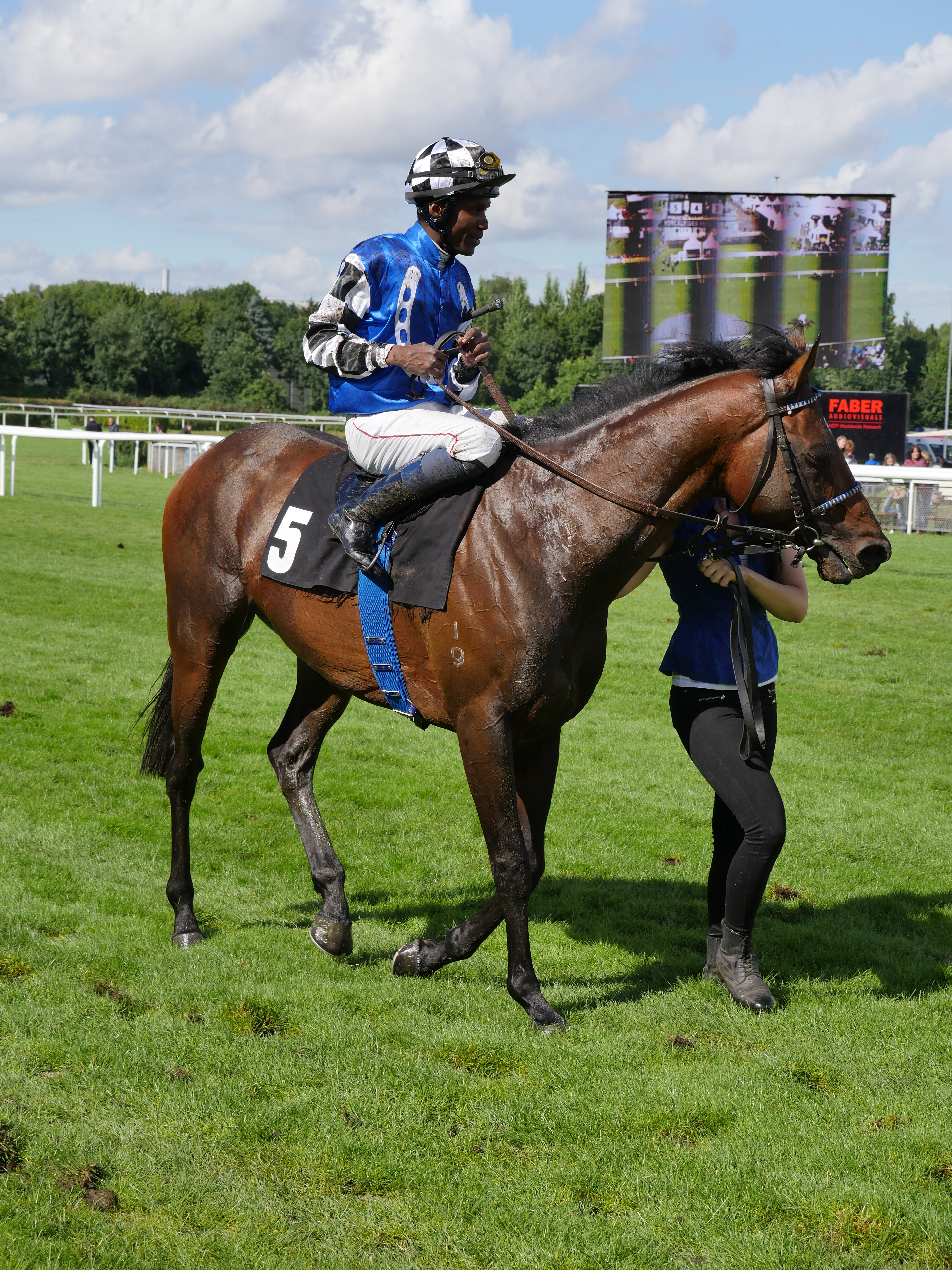
nach dem Rennen
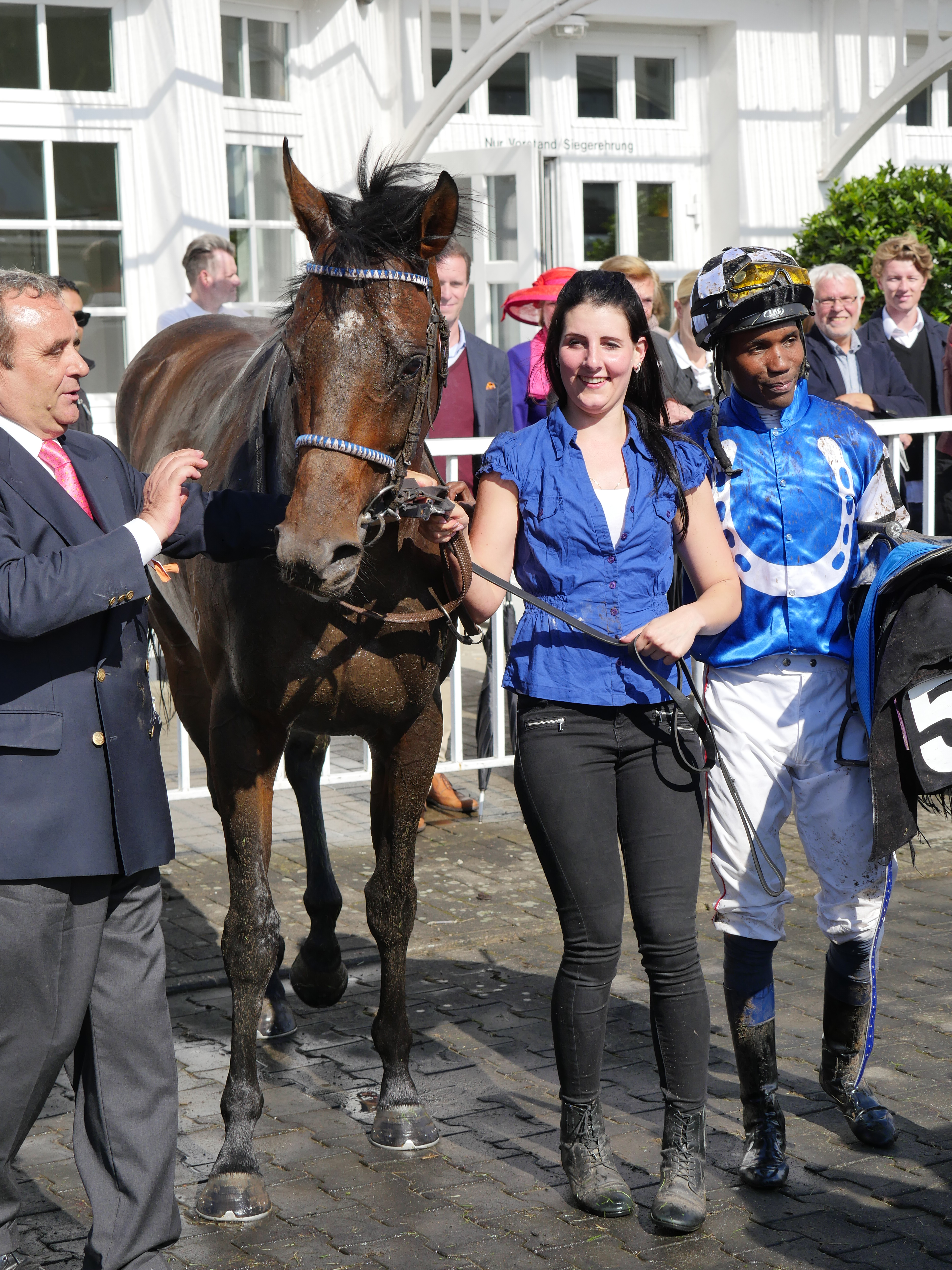
im Absattelring mit Trainer Andreas Wöhler, Betreuerin Kira Kaschek und Jockey Eduardo Pedroza
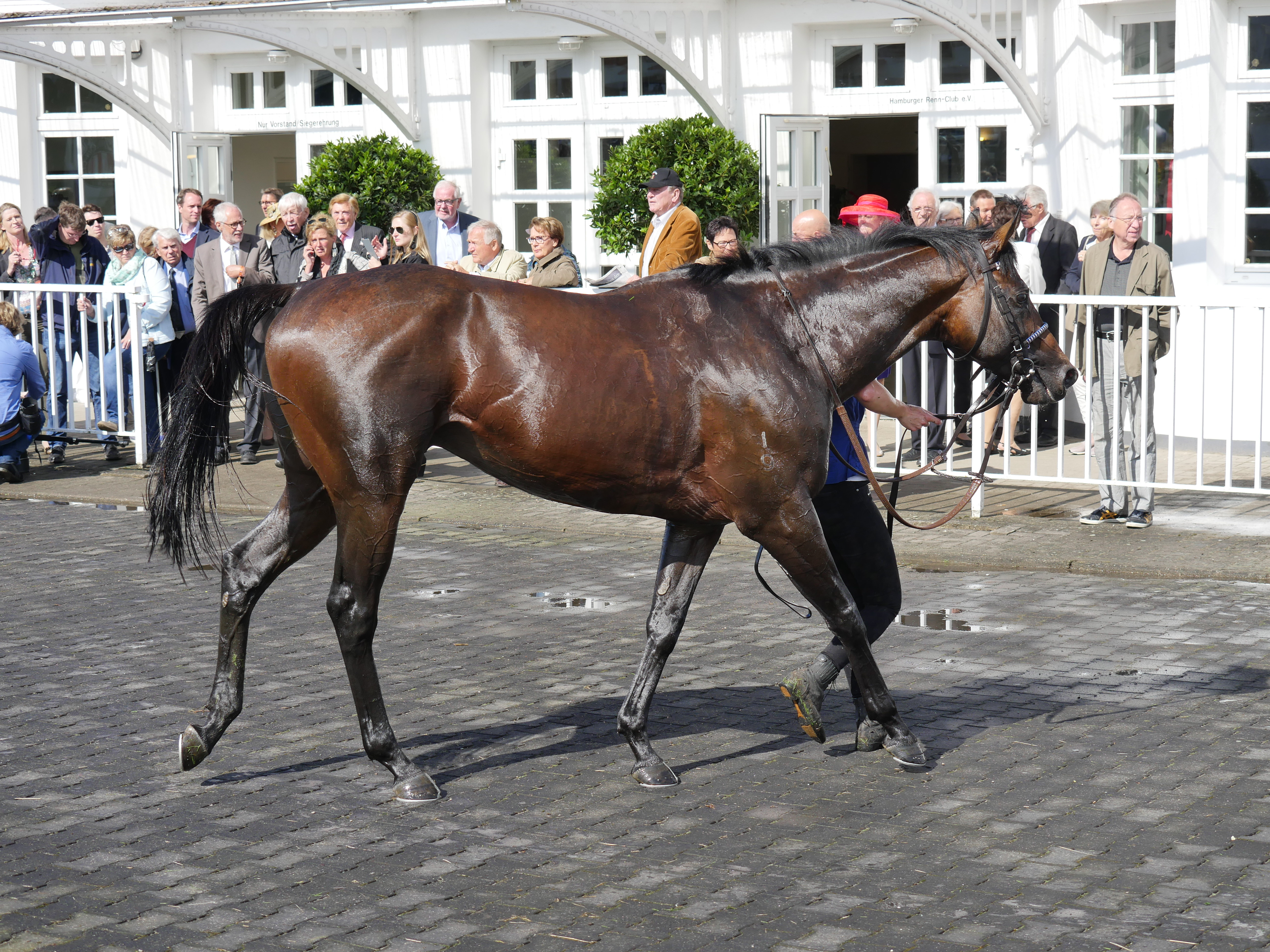
im Absattelring
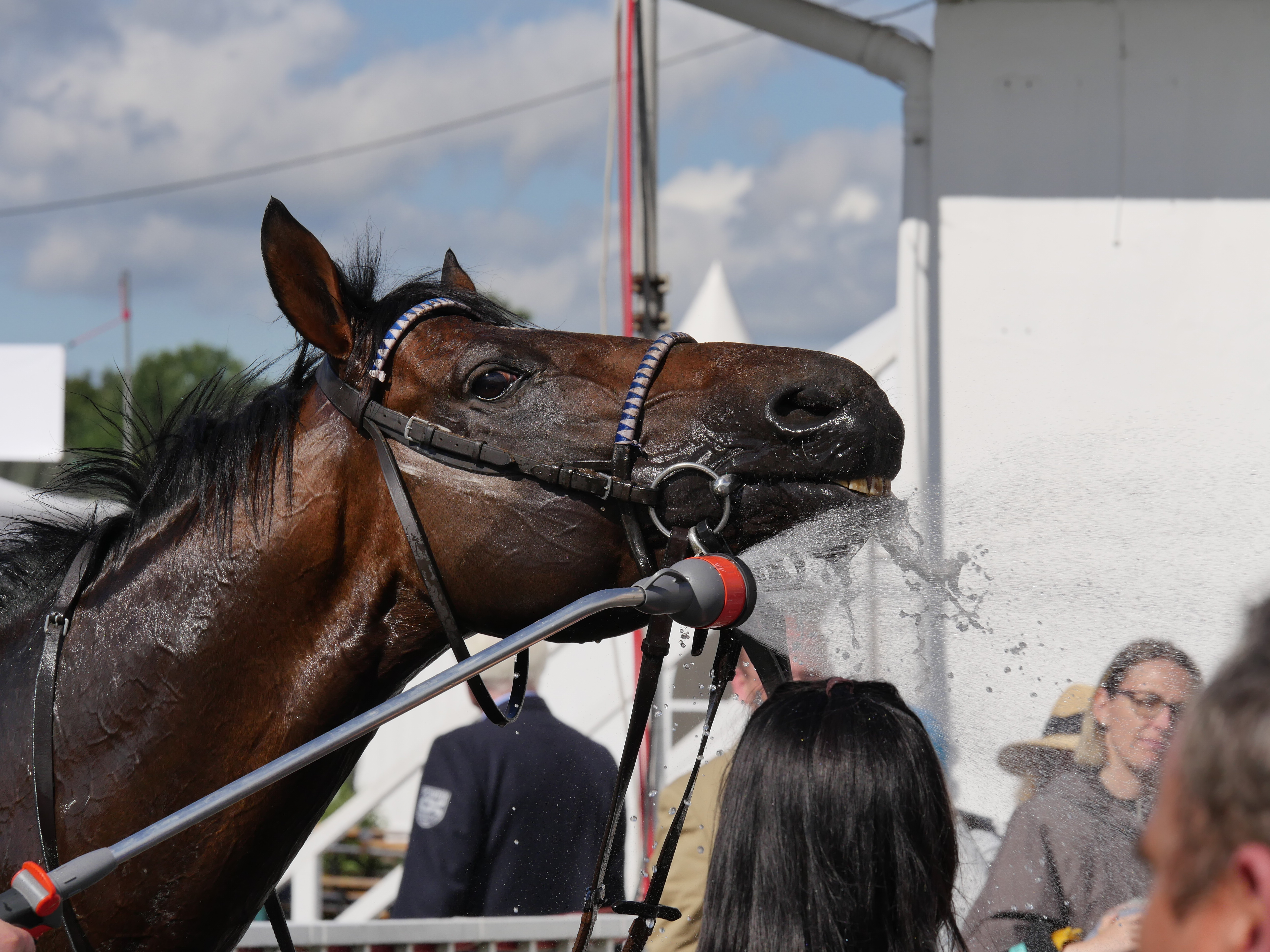
beim Duschen im Absattelring